# 英國捷克斯洛伐克難民委員會
英國捷克斯洛伐克難民委員會（其後改稱為捷克斯洛伐克難民信託基金） 是一個自願組織，成立於1938年10月下旬，第二次世界大戰前夕，旨在應對海外避難需求的增加。其目的是為捷克斯洛伐克難民前往英國做出安排並分配資金。  
它主要是為了營救政治難民，特別是共產黨人和社會民主黨人，猶太人及其家人，其中許多人逃離納粹德國或其在1938年吞併的地區（包奧地利和蘇台德地區）。 委員會資金主要來自《慕尼黑協定》和隨後蘇台德地區被佔領後的公眾捐款和呼籲。 